# John Hickenlooper
John Hickenlooper (Narberth, 7 febbraio 1952) è un politico, imprenditore e geologo statunitense, membro del Partito Democratico e attuale senatore per lo Stato del Colorado dal 2021. Dal 2003 al 2011 è stato sindaco di Denver e governatore del Colorado dal 2011 al 2019.

## Biografia
Nato a Narberth, in Pennsylvania, il bisnonno paterno, Andrew Hickenlooper, era un generale dell'Unione di origine olandese, e il nonno paterno, Smith Hickenlooper, era un giudice federale degli Stati Uniti. Cresciuto fin da giovane dalla madre in seguito alla morte del padre, studia alla Haverford School, quindi frequenta la Wesleyan University, dove si laurea in Inglese nel 1974; poi prende un master in Geologia nel 1980.
In quegli anni Hickenlooper lavora come geologo in Colorado per la Buckhorn Petroleum. Con il declino dell'industria petrolifera locale, Hickenlooper è licenziato. Invece di andarsene, decide di avviare un birrificio artigianale a Denver, fondando con altri la Wynkoop Brewing Company nel 1988. Venderà poi la sua partecipazione nel 2007 a manager e dipendenti della società per 7 milioni di dollari.
Nel 2003 Hickenlooper è eletto 43° sindaco di Denver. Quando in luglio entra in carica, eredita un deficit di bilancio di 70 milioni di dollari, il peggiore nella storia della città. Nel suo mandato Hickenlooper, chiamato sindaco Hick, elimina il deficit di bilancio, modifica il sistema di carriera del personale, ottiene aumenti delle tasse per iniziative da favore della qualità della vita, incluso un progetto di 4,7 miliardi di dollari per realizzare a Denver la metropolitana. Nel 2005 il Magazine TIME lo ha nominato uno dei cinque migliori sindaci delle grandi città americane nel 2005. Nel maggio 2007 Hickenlooper vince la rielezione come sindaco con l'88% dei voti.
Si dimise da sindaco di Denver nel gennaio 2011 dopo essere stato eletto come 42º governatore del Colorado con 15 punti percentuali di scarto. Come governatore del Colorado realizza una crescita economica sia nell'area metropolitana che nella periferia dominata dai repubblicani e nelle contee rurali del Colorado. Durante il suo mandato, il Colorado passa dal 40º stato nella creazione di posti di lavoro al 4°. Realizza l'espansione di Medicaid, la crescita delle infrastrutture, la riduzione delle normative statali e un bilancio in pareggio. È considerato un democratico pro-business e un forte sostenitore dell'industria petrolifera e del gas.
Il 4 dicembre 2012, è eletto come vice presidente della Democratic Governors Association e sarà presidente dell'associazione dei governatori nazionali dal luglio 2014 a luglio 2015.
Costituzionalmente limitato a due termini consecutivi di mandato, Hickenlooper non ha potuto candidarsi come governatore nel 2018.
Il 4 marzo 2019 annuncia a Denver la sua candidatura alle primarie del Partito Democratico in previsione delle elezioni presidenziali del 2020 con un video intitolato "Stand Tall". La campagna incontra qualche difficoltà e il 15 agosto 2019 Hickenlooper pone termine alla sua candidatura in un video su YouTube. Una settimana più tardi, il 22 agosto 2019, Hickenlooper annuncia in un video su YouTube di candidarsi a senatore per le elezioni del 2020, dove viene infine eletto, battendo il senatore repubblicano in carica Cory Gardner.